# بروک (مکلنبورگ-فورپومرن)
بروک (به آلمانی: Broock) یک منطقهٔ مسکونی در آلمان است که در لوبتس واقع شده‌است. بروک ۴۰۷ نفر جمعیت دارد.